# Гриствуд, Грэм
Грэм Гриствуд (англ. Graham Gristwood, 31 мая 1984) — британский ориентировщик, чемпион мира в эстафете по спортивному ориентированию.
Чемпион Великобритании в спринте 2006 года.
«Забойщик» эстафетной команды страны и своего клуба IFK Lindingö. На своём первом этапе эстафеты Юкола 2008 проиграл только шведу Петеру Эбергу.
Чемпион мира 2008 года в эстафете по спортивному ориентированию. На чемпионате мира в чешском Оломоуце в составе британской эстафетной команды (Грэм Гриствут, Джон Данкен и Джейми Стивенсон) выиграл золотые медали.

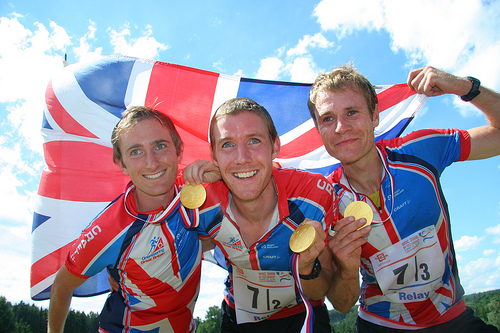
Сборная Великобритании после победного финиша в эстафете на ЧМ 2008. Слева направо: Грэм Гриствуд, Джон Данкен, Джейми Стивенсон

Лучший результат в индивидуальных дисциплинах на чемпионатах мира — 9-е место в спринте на чемпионате мира 2006 в датском Орхусе.
Окончил Уорикский университет по специальности математика.